# 대천여자고등학교
대천여자고등학교(大川女子高等學校)는 대한민국 충청남도 보령시 대천동에 있는 공립 고등학교이다.

## 학교 연혁
- 1964년 1월 11일 : 대천여자고등학교 설립인가 (3학급)
- 1964년 5월 29일 : 개교
- 1977년 7월 15일 : 현 위치로 신축 이전 (중앙로 264)
- 2025년 1월 10일 : 제61회 졸업식 (졸업생 161명, 총 19,060명)
- 2025년 3월 1일 : 제23대 이기용 교장 부임
- 2025년 3월 4일 : 제64회 입학식 (142명)

## 참고 자료
- 대천여자고등학교 - 한국교육학술정보원 학교알리미